# USA's økonomi
USA's økonomiske historie er historien om økonomisk vækst. Det begyndte som engelske kolonier med marginalt succesrige økonomier og blev efterhånden til den største økonomi i verden i det 20. århundrede og i begyndelsen af det 21. århundrede. USA's bruttonationalprodukt (BNP) er i dag verdens største med 27,72 billioner dollars.
USA's økonomi kan beskrives som en kapitalistisk blandingsøkonomi, i hvilken selskaber, andre private virksomheder og enkeltindivider træffer de fleste mikroøkonomiske beslutninger og hvor det offentlige såvel lokalt som nationalt foretrækker at have en mindre rolle i den indenlandske økonomi. Selv om den samlede offentlige økonomi – lokal og national – er relativ stor med 36% af bruttonationalproduktet. De fleste virksomheder i USA er ikke selskaber men selvstændigt erhvervsdrivende. . USA har et socialt sikkerhedsnet, der er en anelse mindre finmasket end andre udviklede nationers og forretningsverdenen reguleres en anelse mindre end de fleste udviklede nationers. Medianen for husholdningerne i USA lå på $43,318.
Den økonomiske aktivitet varierer voldsomt fra sted til sted. For eksempel er New York centret for amerikansk finans, forlag, aviser, radio og TV og reklame, medens Los Angeles er det vigtigste center for film- og fjernsynsproduktion. San Francisco området er et stort center for teknologi. Midtvesten er kendt for sin fabrikation og tunge industri med Detroit som et historisk center for bilindustri og Chicago som et center for regionens forretningsverden og finans. Det sydøstlige USA har store arealer med landbrug og gartneri og en stor turist- og tømmerindustri og på grund lønninger og omkostninger, der er lavere end det nationale gennemsnit, tiltrækker det også fabrikation.
Den største sektor i USA's økonomi er servicesektoren, der beskæftiger 75% af USA's arbejdsstyrke.
Økonomien næres af en overflod af naturressourcer så som kul, olie og sjældne metaller. Alligevel er landet for en stor del af sin energi afhængig af andre lande. Indenfor landbrug er landet storproducent af majs, soyabønner, ris og hvede, ja den gamle prærie kaldes for "verdens brødkurv" på grund af den store landbrugsproduktion. USA har verdens 3. største turistindustri, og er også storeksportør af fly, stål, våben og elektronik. Canada står for 19% (mere end nogen anden nation) af USA's internationale handel fulgt af Kina, Mexico og Japan.
Bruttonationalindkomsten pr. indbygger er blandt de højeste i verden. Indkomsten er således højere end i Vesteuropa, men er fordelt mindre jævnt end der. Siden 1975 har USA haft et opdelt arbejdsmarked, hvor næsten alle stigninger i realindkomsten er gået til de øverste 20% af husholdningerne og med størstedelen af disse stigninger til de allerbedst aflønnede i denne gruppe. Denne polarisering
er resultatet af en forholdsvis høj grad af økonomisk frihed.
Den sociale mobilitet i USA set i relation til andre lande er genstand for megen debat. Nogen forskere har fundet, at den sociale mobilitet er lav i forhold til andre OECD lande, specielt sammenlignet med Vesteuropa, Skandinavien og Canada. Lav social mobilitet kan delvis skyldes USA's uddannelsessystem. Folkeskolen i USA er hovedsagelig finansieret af lokale ejendomsskatter suppleret med midler fra enkeltstaten. Dette resulterer ofte i store forskelle mellem budgetterne i fattige skoledistrikter i fattige enkeltstater og de mere velhavende områder. Nogen forskere hævder, at den sociale mobilitet var størst i 1960'erne og begyndte at falde stærkt i 1980'erne. Alan Greenspan, tidligere formand for den amerikanske nationalbank, har antydet at voksende indkomstforskelle og lav social mobilitet eventuelt kan true hele systemet i nær fremtid.

## Innovation
USA har stor indflydelse på videnskabelig og teknologisk forskning og produktionen af innovative teknologiske produkter. Størstedelen af finansieringen af forskning og udvikling (69%) kommer fra den private sektor. Under 2. verdenskrig førte USA an i det allierede program som udviklede atombomben. Fra begyndelsen af den kolde krig havde USA en meget vellykket rumforskning, hvilket førte til rumkapløbet, som så igen førte til hastig udvikling indenfor forskningsområder som raket- og våbenteknologi, samt computeren og mange andre områder. Dette teknologiske fremskridt blev åbenlyst for alle ved den første mand på månen, da Neil Armstrong trådte ud af Apollo 11 i juli 1969. USA var også landet bag størstedelen af udviklingen af Internettet, og udviklede dets forgænger, Arpanet. USA kontrollerer i dag størstedelen af Internettets infrastruktur.
Indenfor videnskaben har amerikanerne en stor mængde Nobelpriser, specielt indenfor fysiologi og lægevidenskab. National Institutes of Health, en central instans for biomedicinsk forskning i USA, såvel som det privat-finansierede Celera Genomics har bidraget til færdiggørelsen af HUGO. Den centrale regeringsorganisation for luftfart og rumforskning er NASA. Store selskaber som Boeing og Lockheed Martin har også stor betydning.

## Transport
Automobilindustrien udviklede sig tidligere og hurtigere i USA end i de fleste andre lande. Rygraden i nationens transportinfrastruktur er et netværk af højkapacitetsmotorveje, som transporterer et stort antal person- og lastbiler. Ifølge oplysninger fra 2004 er der omkring 6.407.637 kilometer landevej i USA, hvilket er verdens længste.
Massetranportsystemer findes i de store byer så som New York, som har en af de travleste undergrundsbaner i verden. Med få undtagelser er de amerikanske byer ikke så tætbeboede som byer i andre verdensdele. Den lave tæthed er til dels et resultat af, at de fleste husholdninger har bil, hvilket igen medfører, at det er nødvendigt at have bil.
USA har været alene om at have så mange private jernbaner til persontog. I 1970erne blev der ved regeringsingreb foretaget en sammenlægning af gods- og personruter i det regeringsstøttede selskab Amtrak. Intet andet land har så mange kilometer jernbaneskinner.
Flyrejser er den foretrukne langdistancerejseform. Målt i passagerer lå i 2004 17 af de 30 travleste lufthavne i USA, her i blandt den travleste Hartsfield–Jackson Atlanta International Airport (ATL). Målt i fragtmængder lå også i 2004 12 af verdens 30 travleste lufthavne i USA, her i blandt den travleste Memphis International Airport.
USA har adskillige store havne; de 3 største er Californiens havn i Los Angeles, havnen i Long Beach, New York, samt New Jerseys havn. Disse er alle blandt verdens største havne. I det indre USA findes også større søveje, herunder St. Lawrence Seaway og Mississippi-floden. Den førstnævnte forbandt de store søer med Atlanterhavet via Erie-kanalen og muliggjorde den hurtige udvikling af landbrug og industri i midtvesten, og banede samtidig vejen for New York Citys udvikling til landets økonomiske centrum.